# Paluvai
Paluvai es una ciudad censal situada en el distrito de Thrissur en el estado de Kerala (India). Su población es de 9127 habitantes (2011). Se encuentra a 20 km de Thrissur y a 82 km de Cochín.

## Demografía
Según el censo de 2011 la población de Paluvai era de 9127 habitantes, de los cuales 4183 eran hombres y 4944 eran mujeres. Paluvai tiene una tasa media de alfabetización del 95,94%, superior a la media estatal del 94%: la alfabetización masculina es del 97,39%, y la alfabetización femenina del 94,78%.